# Philippe Parreno
Philippe Parreno, född 1964 i Oran, är en algerisk konstnär, som bor och arbetar i Paris.
År 2008 visade Magasin 3 i Stockholm en dokumentär om fotbollsspelaren Zinedine Zidane regisserad av Parreno och Douglas Gordon. Parreno har samarbetat med en rad andra konstnärer och konstkuratorer, bland andra Pierre Huyghe och Hans-Ulrich Obrist.